# Green Bay Chill
Le Green Bay Chill sono state una squadra della Legends Football League (ex Lingerie Football League).

## Colori
Le Chill indossano slip e reggiseno verdi con bordi gialli e numeri bianchi in casa e bianchi con bordi gialli e numeri verdi in trasferta. Il casco è giallo. I colori ricordano quelli dei Green Bay Packers della NFL.

## Campionati disputati
La squadra è nata nel 2011 e ha giocato la sua prima partita il 26 agosto del 2011 perdendo per 25-28 con le Minnesota Valkyrie. Il primo touchdown della storia della squadra è stato segnato da Angela Matthews che ha ricevuto un passaggio di Anne Erler. La prima vittoria è arrivata alla terza partita, con un 36-34 sulle Chicago Bliss il 7 ottobre 2011.
Il primo campionato è terminato con una vittoria e tre sconfitte. La quarterback e defensive back Anne Erler è stata eletta miglior rookie dell'anno.